# 帕斯卡斯蒂略市

帕斯卡斯蒂略市（西班牙語：Municipio Paz Castillo），是委內瑞拉的一個市，位於該國北部米蘭達州，首府設於聖盧西亞，面積408平方公里，2011年人口112,357，人口密度每平方公里0.28人。